# Рилово (Вачський район)
Рилово (рос. Рылово) — присілок в Вачському районі Нижньогородської області Російської Федерації.
Населення становить 9 осіб. Входить до складу муніципального утворення Казаковська сільрада.

## Історія
Від 2009 року входить до складу муніципального утворення Казаковська сільрада.

## Населення
| 1859 | 1905 | 1926 | 1999 | 2002 | 2010 |
| ---- | ---- | ---- | ---- | ---- | ---- |
| 156  | ↗250 | ↘219 | ↘22  | ↗25  | ↘9   |